# Makuna
Els makuna, també autodenominats yde-masã (gente de agua) o coneguts com a buhágana, sara, siroa o tsiroa són una població indígena que es troben en la regió de l'Amazònia colombiana, a la conca del riu Comeña al Departament de Vaupés de Colòmbia fronterera amb el Brasil. Són parlants de la llengua Tucano oriental, llengua i territori que comparteixen amb d'altres grups indígenes veïns.

## Situació geogràfica, demogràfica i història
El poble makuna habita en la ribera del riu Comeña i en les boques del rius Apaporis i Pirá-Paraná, en la zona sud del departament colombià de Vaupés i Amazonas. Aquestes regions són a la part nord-oest de l'àrea de selva amazònica, és fronterera amb el Brasil i, per això, les temperatures i la humitat són força elevades durant tot l'any (Cultural Survival, 1992). Aquesta zona tan extensa és d'una gran diversitat ecològica (Kaj Århem, 1990) però, també hi ha centres de població com la ciutat de Mitú, capital del departament de Vaupés, i Iaraueté.
En la regió del Vaupés i els afluents d'aquest riu hi ha més de dos-centes poblacions indígenes que formen el complex cultural del Vaupés. Concretament, els makuna  comparteixen territori amb els karijona, kubeo, matapi, tanimuka i yukuna i, tots els grups d'aquest complex són parlants de tukano oriental i comparteixen d'altres aspectes socials i culturals (Ministerio del Interior, 2005). En la dècada del 1990 Kaj Århem (1990) datava una població makuna de 600 membres en la zona que correspon a l'Estat colombià. Però, dades més recents obtingudes per la projecció del cens estatal de 1993, indiquen que en la zona colombiana la població makuna s'eleva a les mil persones, segons la pertinença, és a dir, per autodeterminació. En canvi, al Brasil es podria considerar una població makuna de prop de tres-centes persones, segons els parlants makuna del cens de 2010; però només es consideren 32 habitants de població makuna en aquest Estat.
Antigament, existia un sistema de comerç dins dels diversos pobles de la regió del Vaupés colombià a través del qual cada poble s'especialitzava en algun producte determinat per comercialitzar-lo amb d'altres. Els makuna , concretament, estaven centrats en la fabricació de ceràmica, cistells i rems que eren requerits per d'altres pobles. El primer contacte amb els colons europeus es va produir el 1776 amb missioners catòlics portuguesos, mentre els makuna es barallaven amb d'altres tribus veïnes, especialment yauna i tanimuka, per temes de bruixeria i xamanisme. Les regions dels rius Apaporis i del Pirafue, habitada per moltes poblacions indígenes com els makuna , van ser part de la ruta d'interconnexió pels comerciants d‘esclaus portuguesos.
Molts makuna van ser esclavitzats durant les primeres dècades del segle XX per treballs durs com la recol·lecció del cautxú o les mines auríferes. Degut a l'esclavisme i l'arribada de missioners, els makuna van haver de migrar cap a territoris veïns de poblacions emparentades amb ells, com els letuama i yiba masa i tan sols alguns van poder tornar al seu territori originari. A més a més, s'estima que més de quaranta mil indígenes van morir a causa dels treballs forçats, les malalties i epidèmies i les males condicions de vida que els van imposar els colons. La relació entre la població makuna amb els europeus s'ha vist marcada en el darrer segle pel comerç de mercaderies com el cautxú, la coca i extraccions d'or.Actualment, segons la legislació colombiana, la conformació i delimitació de les entitats territorials indígenes es realitza a través del Govern Nacional conjuntament amb els diferents representants de les comunitats indígenes. Es reconeixen les llengües d'aquests territoris i s'estableix una educació dels seus membres segons els seus processos pedagògics i cultura (Atlas pueblos indígenas, 2008). Tant Colòmbia com el Brasil, Estats dels quals la població makuna forma part, han ratificat, el 1991 i 2002 respectivament, el conveni 169 de la OIT sobre pobles indígenes i tribals, principal mecanisme internacional sobre els drets dels pobles indígenes.

## Llengua
Els makuna parlen la llengua makuna-erulia que pertany a la família lingüística tukano oriental, que comparteix filiació amb setze llengües més. Aquesta petita família és, a la vegada, constituent de la família de llengües tukanes, que es parlen al nord-oest de l'Amazonia, zona que engloba regions del Brasil, el Perú, Colòmbia i Equador. La família de llengües tukano es pot subdividir en tres grans branques amb prop de trenta llengües en total. En total, aquesta família compta amb poc més de 20.000 parlants aproximadament, amb dades del 1999, i s'estima que són més de mil parlants els qui concretament utilitzen la llengua makuna-erulia tot i que la llengua es troba en un alt grau de pervivència a causa de la continua expansió degut al contacte i a la distribució espacial del poble makuna, i llengües com el yuhup, el tanimuka, o el letuama han sofert canvis en la seva estructura gramatical per la influencia del makuna-erulia. La situació d'aquesta llengua actualment es troba sotmesa a les legislacions estatals respectives de Colòmbia i Brasil. En el primer Estat i seguint la Constitució redactada el 1991, es reconeix la diversitat cultural en tot el territori i estableix la llengua espanyola com a principal llengua oficial. Afegeix però que cada dialecte ètnic local és reconegut com a llengua oficial en els seus territoris respectius i, a més a més, l'educació en aquestes zones serà bilingüe. En el segon cas, el del Brasil, l'única llengua oficial del país és el portuguès però es reconeixen a les poblacions indígenes les seves llengües i, per tant, l'alfabetització d'aquestes serà també en les dues llengües.

## Economia
La subsistència de la població makuna es basava originàriament en l'agricultura itinerant, la pesca i la caça, com la resta de grups de la zona. Però, arran del període colonial i en les darreres dècades, s'han introduït d'altres activitats econòmiques.L'agricultura és, principalment, desenvolupada pel sector femení de la població i els homes es dediquen a la caça i la pesca. Els homes es dediquen a netejar els boscos i les dones s'encarreguen de plantar, cultivar i collir els conreus. Les activitats agrícoles es basen en el mètode de tala i crema, degut a la baixa fertilitat dels sòls, però comptem també amb horts fruiters de tubercles, a banda de les plantes d'ús cerimonial. Principalment, consumeixen espècies com la Iuca amarga, la yota, ñames, batata, plàtans, chontaduro, el tabac, la coca, canya de sucre, la pinya i d'altres. Sovint, també recol·lecten algunes espècies d'insectes i fruits silvestres. D'altra banda, per la pesca, els makuna han desenvolupat tècniques i utilitzen arpons, trampes, xarxes i hams i, a més, es fabriquen canoes pròpies i rems. La caça la practiquen a través de tècniques com l'arc i la fletxa, la sarbatana i les javelines. Els homes es fabriquen diversos estris, eines i objectes com cistells, hamaques i morters; les dones a través del fang i la terrissa elaboren diferents tipus de recipients, com olles. Malgrat que l'economia makuna encara està, bàsicament, encarada cap a la subsistència, a partir de la dècada de 1980 i com a conseqüència dels processos colonials i globals, aquesta ha introduït noves activitats. Durant els primers anys dels 80 va ser el comerç de cocaïna i, més tard, les explotacions mineres d'or, van convertir-se en les principals fonts de diners i mercaderies pel grup makuna. Aquestes activitats econòmiques han produït canvis en les comunitats, sobretot perquè molt joves i adults joves van convertir-se en mà d'obra assalariada d'aquestes i, també, s'han produït excedents de farina de yuca per poder comercialitzar-la.

## Organització social
La societat makuna està formada per dues unitats exogàmiques amb una unitat lingüística de parla considerades germanes entre si, és a dir, queda dividida en dos conjunts de clans inter-matrimonials exogàmics que es relacionen com “germans grans” i “germans menors”. Un d'aquests inclou la “gent de l'aigua” o Ide Masa que alhora es subdivideixen set clans; i l'altre està format pel clan Yiba Masa o “gent terra”, “gent formiga” o Hemoa Masa i alguns clans més.Entre els integrants d'aquests grups es consideren germans i entre grups es produeix l'intercanvi de dones pels matrimonis, de tal manera que es produeix entre homes que són considerats cunyats entre si.Els membres makuna  viuen en cases multi-familiars anomenades malokas que conformen petites aldees, on els membres d'aquests habitatges estan vinculats els uns amb els altres a través del parentiu agnatici i aliances matrimonials, de les quals la forma ideal és l'intercanvi equilibrat de dones entre dos grups d'homes units per parentiu agnatici. Cada maloka té el seu propietari que alhora és cap del grup que hi resideix però aquest no exerceix cap tipus d'autoritat coercitiva sinó per prestigi, que el manté a través de balls i festivitats, i també hi tenen importància els xamans i persones especialistes en rituals. Però, des del segle xx, s'ha introduït un nou ordre polític que ha quedat sobreposat a les autoritats tradicionals amb un capità per cada aldea i d'altres figures com la del catequista. Tot i així, els caps de les malokas i els xamans segueixen exercint una forta influència en les decisions de la comunitat. Existeix, a més a més, una unitat tukano major, de la qual els makuna formen part, organitzada per clans anomenats patrilineals associats a una propietat ritual, un llenguatge diferents i territoris ancestrals definits, centrats en un lloc mític de naixement dels ancestres dels diversos clans.

## Cosmologia i sistema de creences
Els makuna  divideixen tot el conjunt d'éssers vius en tres classes segons la cadena tròfica de “menjadors” i “menjar” i una categoria central que inclou ambdues definicions. Per tant, l'esquema seria el següent: menjador “yai”, menjar/menjador “masa” i menjar “wai”. La primera classe s'aplica a aquells que s'alimenten de nosaltres, on els nosaltres pot fer referència a qualsevol ésser viu. La segona correspon als éssers humans, excloent la “gent blanca”, i la tercera “wai”, que significa literalment “peix”, pot ser aplicada a qualsevol tipus d'aliment. En llenguatge xamànic, la primera categoria es pot denominar amb el depredador suprem que és el jaguar, la categoria menjar amb el peix i el central amb la gent, per tal de completar la cadena tròfica. Per una altra banda, tot aliment animal pot ser dividit en tres grups: wai ria (fills peixos), wai (peix adult) i wai bucu (peix ancià), el vertader menjar. Des del llenguatge xamànic dels makuna , tots els éssers vius poden ser considerats com “masa”, és a dir, gent que posseeixen una essència espiritual, intangible; i, per això, parlen d'ells en el seu aspecte espiritual i essencial que separen de la forma material que també tenen totes les formes de vida. Dins de l'ecocosmologia makuna és fonamental la distinció entre la realitat visible i material i el regne visible, el món “he”; doncs, cada forma material té el seu homòleg “he”. La idea és que totes les formes espirituals vegetals, animals i humanes poden adoptar diverses formes materials i penetrar en diversos mons vivents, de tal manera que l'essència es revela en diferents formes de vitalitat. Per això, els xamans poden veure els depredadors i les preses com persones “masa” dins de les seves pròpies malokas, amb la seva pròpia cultura, saber i costums pels quals es mantenen com classes diferenciades d'éssers; i alhora els xamans han de dirigir-se i fer ofrenes als caps d'aquestes espècies per poder protegir-se dels depredadors i obtenir preses com aliment. La clau de tot aquest sistema es troba en el fet que, a través de la matança i el consum de les diferents espècies, aquestes es reprodueixen. És a dir, per exemple, quan un ésser humà mor, la seva ànima és capturada pels déus i es retorna a la casa de naixement del clan per tal que pugui renéixer com una persona espiritual nova i completa. De la mateixa forma funciona amb espècies animals que, a través dels xamans, se’ls atorga capacitat per reproduir-se i així matar per menjar es converteix, pels makuna , en un acte de reciprocitat que manté units animals i humans.Aquesta reciprocitat en l'intercanvi es veu clarament exemplificada amb la caça doncs per tal de poder consumir-la aquesta ha d'incloure uns actes de negociació entre el xaman i els esperits propietaris d'aquests animals. A més a més, pels makuna tot aliment i, especialment, els animals terrestres caçables són perillosos per ser consumits perquè tenen aquesta humanitat de la qual s'han de desprendre per poder menjar-los. Això s'aconsegueix a través del xamanisme del menjar i la benedicció dels aliments, com a pas principal de la preparació del menjar. Aquests actes xamànics del menjar es troben inclosos en un sistema xamànic major format per quatre dominis i dos eixos que els uneixen, de tal manera que distingeixen entre xamanisme preventiu i curatiu, i xamanisme protector/generador i destructiu. Per això, els makuna tenen dos tipus de xamans principals: el xaman- fetiller (yai) i el xaman protector (kumu), on el segon és clau en els processos rituals del cicle vital makuna i l'encarregat de protegir dels perills inherents a la vida dels humans. Per exemple, realitza els actes de benedicció del menjar per tal d'evitar la malaltia, ja que aquesta s'associa a la dissociació entre ànima i cos provocada, generalment, per aliments no beneïts; alhora aquest xamanisme s'assembla al xamanisme funerari, de tal manera que dissocia el cos de l'animal o persona de la seva substància espiritual per permetre la reconstrucció i la conseqüent reproducció de l'espècie.Així doncs, l'ecocosmologia makuna és composta per l'univers d'éssers vius agrupats en diferents pobles amb les seves particulars capacitats per mantenir i defensar-se però els humans tenen la singularitat i responsabilitat de mantenir aquest conjunt.